# Anii 70
Anii 70 au fost un deceniu care a început la 1 ianuarie 70 și s-a încheiat la 31 decembrie 79.